# Черкос
Черкос (на испански: Chercos) е населено място и община в Испания. Намира се в провинция Алмерия, в състава на автономната област Андалусия. Общината влиза в състава на района (комарка) Вале дел Алмансора. Заема площ от 14 km². Населението му е 287 души (по данни от 2010 г.). Разстоянието до административния център на провинцията е 79 km.

## Демография
| 1996 | 1998 | 1999 | 2000 | 2001 | 2002 | 2003 | 2004 | 2005 | 2006 |
| ---- | ---- | ---- | ---- | ---- | ---- | ---- | ---- | ---- | ---- |
| 289  | 255  | 252  | 227  | 297  | 222  | 233  | 286  | 295  |      |